# جانی واتکیس
جانی واتکیس (انگلیسی: Johnny Watkiss؛ زادهٔ ۲۸ مارس ۱۹۴۱) بازیکن فوتبال انگلیسی‌تبار اهل استرالیا بود.
وی عضو تیم ملی فوتبال استرالیا در جام جهانی فوتبال ۱۹۷۴ بوده‌است..